# Colomars
Ne doit pas être confondu avec Colmars.
Colomars (prononcé [kɔlɔmaʁ] ; en niçois : Couloumas) est une commune française située dans le département des Alpes-Maritimes en région Provence-Alpes-Côte d'Azur. Ses habitants sont appelés les Colomarsois. Colomars fait partie du Pays niçois. La langue locale de Colomars est le niçois.
Jusqu'en 1860, le nom officiel était en italien : Colomarte.

## Géographie

### Localisation
La commune de Colomars fait partie du « moyen pays niçois ». Elle est située entre la vallée du Var à l'ouest et le flanc du Mont-Chauve à l'est. L'habitat est distribué en plusieurs hameaux :
- la Manda et La Valade, situés géographique sur le bas de la commune, dans la plaine du Var ;
- le Golfan, occupant une position intermédiaire ;
- les Cabanes, la Madone, les Vallières Supérieures, la Colle-Germaineles Freghières, plus haut encore ;
- la Sirole, dominant les autres quartiers, sur les hauteurs de la commune.

### Flore
La flore locale est typiquement méditerranéenne (à l'exception notable des « vallons obscurs ») et se compose notamment de forêts de pins et de chênes (verts ou pubescents), de genêts, et d'oliveraies dans les zones agricoles.

### Géologie et relief
Parmi ses richesses touristiques, des vallons, dits « vallons obscurs » abritent des réserves géologiques et botaniques agrémentés de cascades et de viaducs ayant alimenté d’anciens moulins à huile.

### Catastrophes naturelles - Sismicité
Le 2 octobre 2020, de nombreux villages des diverses vallées des Alpes-Maritimes (Breil-sur-Roya, Fontan, Roquebillière, St-Martin-Vésubie, Tende...) sont fortement impactés par un « épisode méditerranéen » de grande ampleur. Certains hameaux sont restés inaccessibles jusqu'à plus d'une semaine après la catastrophe et l'électricité n'a été rétablie que vers le 20 octobre. L'Arrêté du 7 octobre 2020 portant reconnaissance de l'état de catastrophe naturelle a identifié 55 communes, dont Colomars, au titre des « Inondations et coulées de boue du 2 au 3 octobre 2020 ».
Commune située dans une zone de sismicité moyenne.

### Hydrographie et eaux souterraines
Cours d'eau sur la commune ou à son aval :
- c'est à Colomars que naît la source du Magnan, petit cours d'eau qui vient se jeter dans la Méditerranée au niveau du quartier Magnan, quartier situé dans la ville de Nice ;
- la commune est bordée par le fleuve Var, sur sa limite ouest.

La commune a effectué des opérations de forage en 1903, pour améliorer le captage du Magnan, lequel restera l'unique source d'eau de la commune jusqu'à ce qu'elle soit reliée au réseau général.
Colomars dispose de la station d'épuration (STEP) intercommunale de Nice d'une capacité de 650 000 équivalent-habitants. Depuis 2019, la commune dispose d'une seconde STEP située dans le quartier des Vallières.

### Climat
Pour des articles plus généraux, voir Climat de Provence-Alpes-Côte d'Azur et Climat des Alpes-Maritimes.
En 2010, le climat de la commune est de type climat méditerranéen altéré, selon une étude du Centre national de la recherche scientifique s'appuyant sur une série de données couvrant la période 1971-2000. En 2020, Météo-France publie une typologie des climats de la France métropolitaine dans laquelle la commune est exposée à un climat méditerranéen et est dans la région climatique Var, Alpes-Maritimes, caractérisée par une pluviométrie abondante en automne et en hiver (250 à 300 mm en automne), un très bon ensoleillement en été (fraction d’insolation > 75 %), un hiver doux (8 °C) et peu de brouillards.
Pour la période 1971-2000, la température annuelle moyenne est de 14,5 °C, avec une amplitude thermique annuelle de 15 °C. Le cumul annuel moyen de précipitations est de 893 mm, avec 5,9 jours de précipitations en janvier et 2,8 jours en juillet. Pour la période 1991-2020, la température moyenne annuelle observée sur la station météorologique de Météo-France la plus proche, « Nice », sur la commune de Nice à 8 km à vol d'oiseau, est de 16,3 °C et le cumul annuel moyen de précipitations est de 791,3 mm. 
La température maximale relevée sur cette station est de 37,7 °C, atteinte le 1er août 2006 ; la température minimale est de −7,2 °C, atteinte le 9 janvier 1985,,.
Les paramètres climatiques de la commune ont été estimés pour le milieu du siècle (2041-2070) selon différents scénarios d'émission de gaz à effet de serre à partir des nouvelles projections climatiques de référence DRIAS-2020. Ils sont consultables sur un site dédié publié par Météo-France en novembre 2022.

### Voies de communications et transports

#### Voies routières

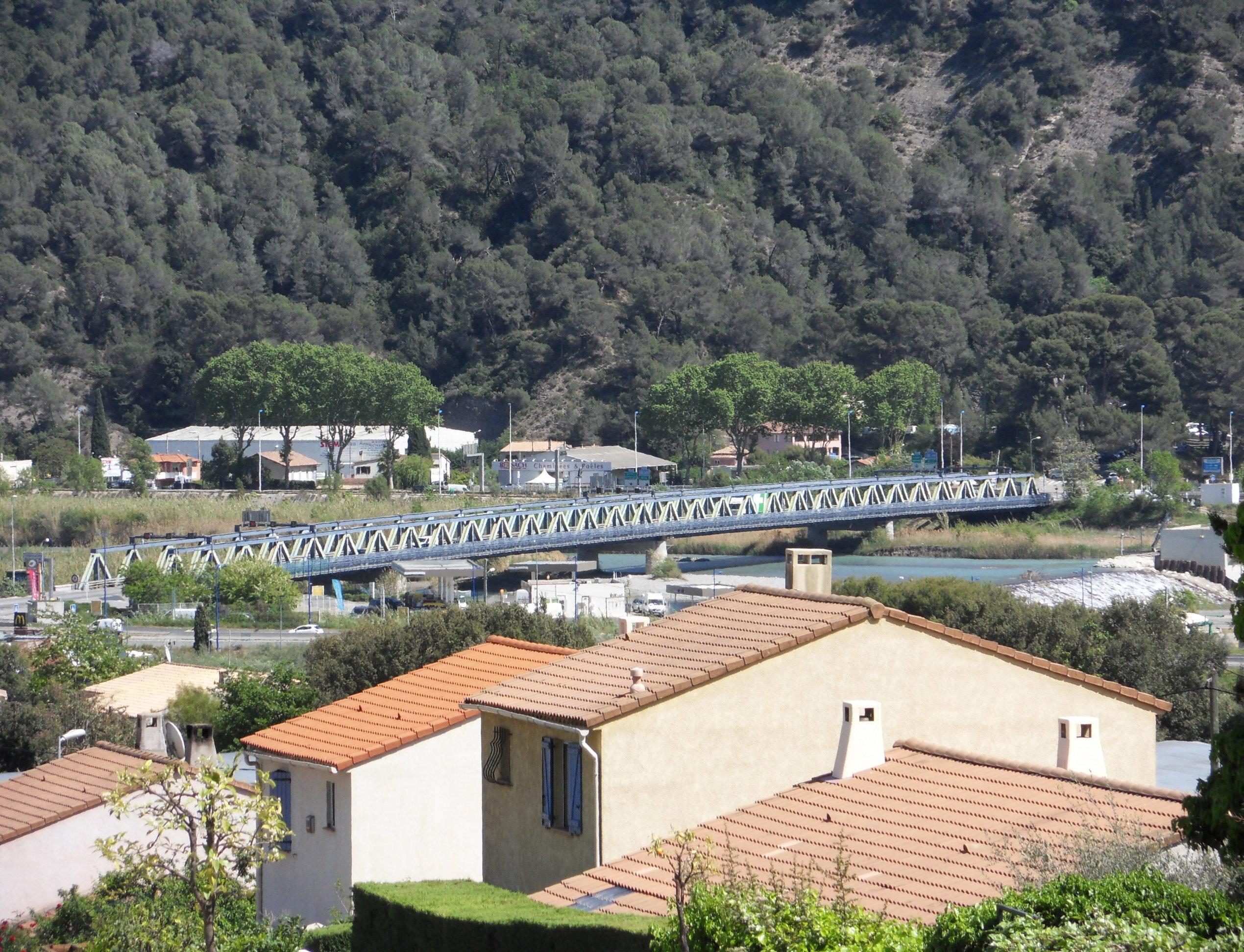
Pont de la Manda.

- Commune desservie depuis la Route nationale 202 ou par la départementale 914.

#### Transports en commun

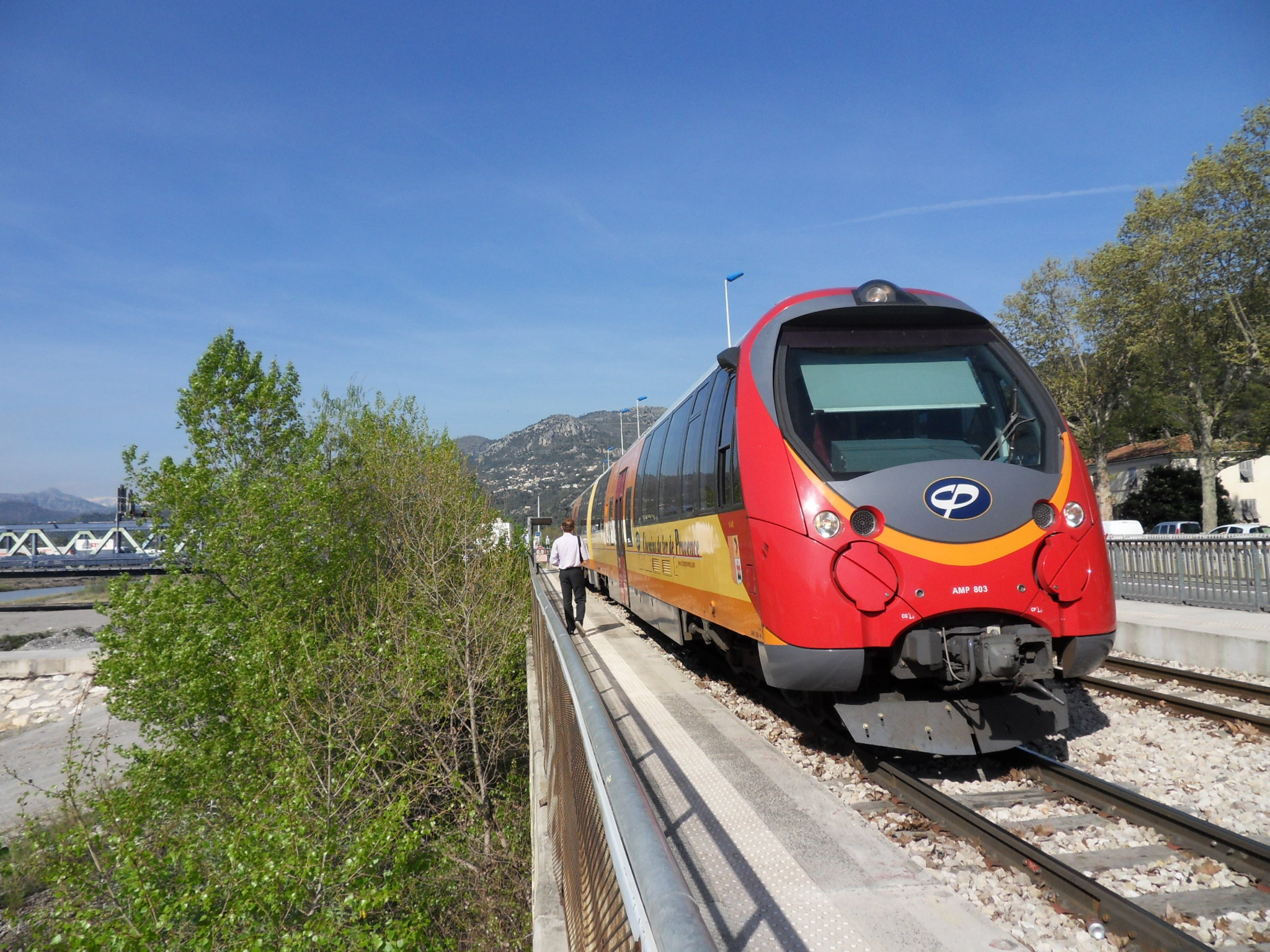
Gare de Colomars La Manda.

Transport en Provence-Alpes-Côte d'Azur
- Commune desservi par le réseau Lignes d'Azur[17].

#### Transports ferroviaires
- Gare de Colomars-La Manda des Chemins de fer de Provence. Ligne de Nice à Digne[18].

### Intercommunalité
Commune membre de la Métropole Nice Côte d'Azur.

## Urbanisme
La commune est intégrée dans le plan local d'urbanisme métropolitain approuvé le 25 octobre 2019.

### Typologie
Au 1er janvier 2024, Colomars est catégorisée ceinture urbaine, selon la nouvelle grille communale de densité à 7 niveaux définie par l'Insee en 2022.
Elle appartient à l'unité urbaine de Nice, une agglomération intra-départementale dont elle est une commune de la banlieue,. Par ailleurs la commune fait partie de l'aire d'attraction de Nice, dont elle est une commune de la couronne,. Cette aire, qui regroupe 100 communes, est catégorisée dans les aires de 200 000 à moins de 700 000 habitants,.

### Occupation des sols
L'occupation des sols de la commune, telle qu'elle ressort de la base de données européenne d’occupation biophysique des sols Corine Land Cover (CLC), est marquée par l'importance des forêts et milieux semi-naturels (48,7 % en 2018), en diminution par rapport à 1990 (50,5 %). La répartition détaillée en 2018 est la suivante : 
forêts (45,5 %), zones urbanisées (41,6 %), zones agricoles hétérogènes (6,3 %), milieux à végétation arbustive et/ou herbacée (3,3 %), zones industrielles ou commerciales et réseaux de communication (1,8 %), eaux continentales (1,5 %).
L'évolution de l’occupation des sols de la commune et de ses infrastructures peut être observée sur les différentes représentations cartographiques du territoire : la carte de Cassini (XVIIIe siècle), la carte d'état-major (1820-1866) et les cartes ou photos aériennes de l'IGN pour la période actuelle (1950 à aujourd'hui).

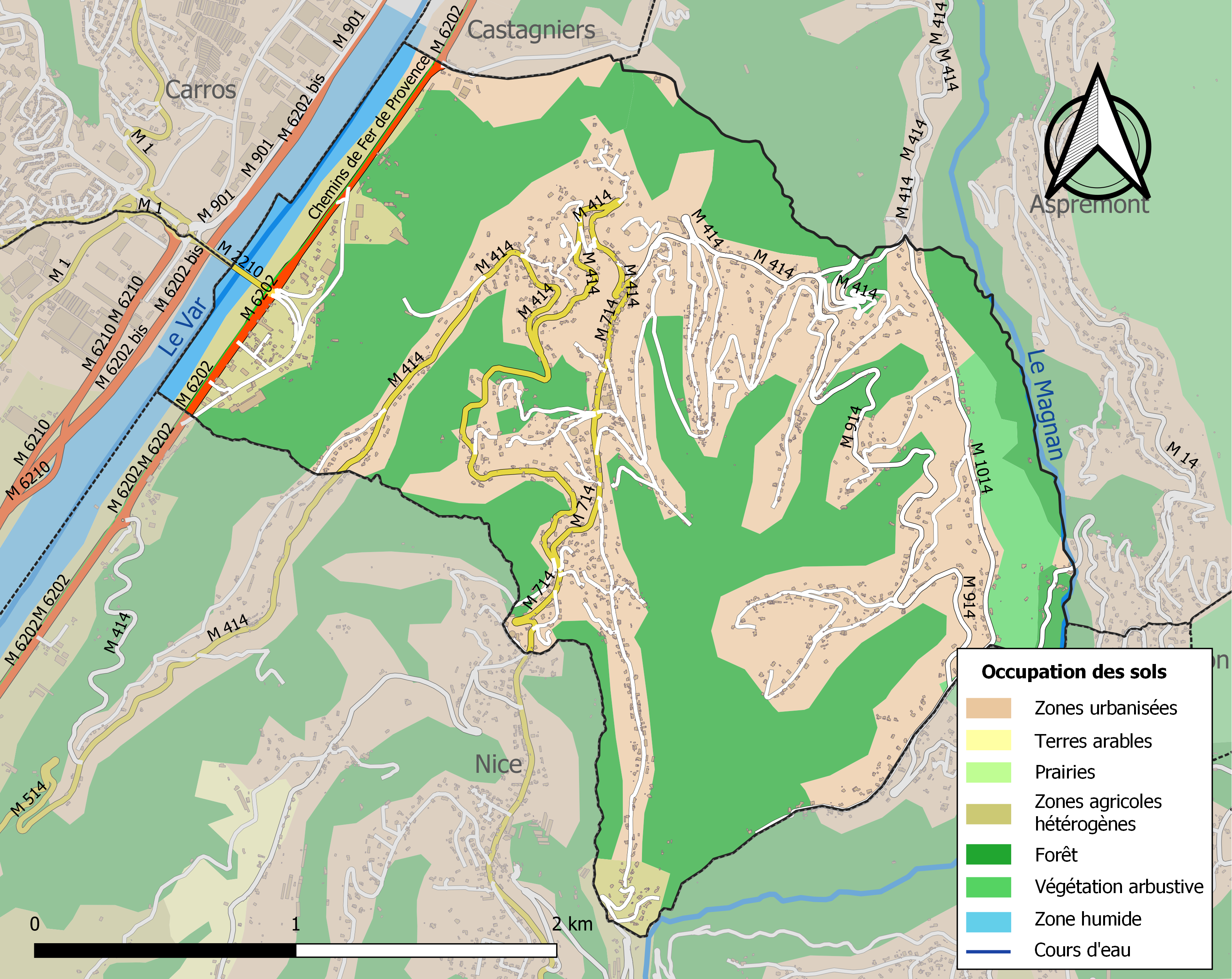
Carte de l'occupation des sols de la commune en 2018 (CLC).

## Toponymie
Colomaris ("...et medietatem de Colomaris...") est mentionné dans une charte datée de 1075, son nom viendrait du latin colombarium, c’est-à-dire « pigeonnier ».

## Histoire
Colomars a été fondé en 1070 lors de la garantie de biens au monastère de Saint-Pons de Nice par les enfants de Rambaud de Nice et Rostaing Laugier de Gréolières, puis il devient une dépendance d’Aspremont.
Le décret daté du 2 juin 1874 et signé par le maréchal Patrice de Mac Mahon, président de la République française, sépare Colomars, Aspremont et Castagniers en trois communes distinctes. La municipalité a célébré avec faste les 125 ans de la commune le 19 septembre 1999.

## Politique et administration

### Liste des maires
La commune de Colomars étant devenue indépendante d'Aspremont le 2 juin 1874, il n'existe pas d'historique des maires avant l'année 1874. Il est à noter que Henri-Paul Girard est décédé dans le courant de son quatrième mandat, juste avant le premier tour des élections municipales. La mandature d'Emmanuel Arthus a fait l'objet d'une délégation spéciale.
| Période      | Période     | Identité                      | Étiquette | Qualité                                                                                   |
| ------------ | ----------- | ----------------------------- | --------- | ----------------------------------------------------------------------------------------- |
| 1874         | 1884        | Paul Joseph Sigaut            |           | Agriculteur                                                                               |
| 1884         | 1907        | Étienne Curti                 |           | Architecte                                                                                |
| 1907         | 1909        | François Plesent              |           | Commerçant                                                                                |
| 1909         | 1910        | Jean Baptiste Augier          |           | Agriculteur                                                                               |
| 1910         | 1925        | François Castiglia            |           | Agriculteur                                                                               |
| 1925         | 1942        | Félix Garel                   |           | Cadre C.G.E.                                                                              |
| 1942         | 1944        | Emmanuel Arthus               |           | Militaire                                                                                 |
| 1944         | 1964        | Paul Clermont                 | RI        | Enseignant retraité                                                                       |
| 1964         | 1977        | Antoine Léon Laugier          |           | Entrepreneur                                                                              |
| 1977         | 1987        | Louis Bèque (1920-2013)       |           | Colonel en retraite                                                                       |
| 1987         | 3 mars 2008 | Henri-Paul Girard (1924-2008) | UMP       | Ancien cadre supérieur chez Gazocéan                                                      |
| 16 mars 2008 | En cours    | Isabelle Brès                 | UMP-LR    | Responsable administrative financière 3e vice-présidente de la Métropole Nice Côte d'Azur |

### Budget et fiscalité
En 2020, le budget de la commune était constitué ainsi :
- total des produits de fonctionnement : 2 880 000 €, soit 831 € par habitant ;
- total des charges de fonctionnement : 2 504 000 €, soit 723 € par habitant ;
- total des ressources d'investissement : 944 000 €, soit 272 € par habitant ;
- total des dépenses d'investissement : 741 000 €, soit 214 € par habitant ;
- endettement : 2 242 000 €, soit 647 € par habitant.

Avec (en 2020 toujours) les taux de fiscalité suivants :
- taxe d'habitation : 11,79 % ;
- taxe foncière sur les propriétés bâties : 13,60 % ;
- taxe foncière sur les propriétés non bâties : 89,22 % ;
- taxe additionnelle à la taxe foncière sur les propriétés non bâties : 0,00 % ;
- cotisation foncière des entreprises : 0,00 %.

Chiffres clés issue des statistiques INSEE "Revenus et pauvreté des ménages en 2019" :
- nombre de ménages fiscaux : 1263 ;
- nombre de personnes dans les ménages fiscaux : 3176 ;
- médiane du revenu disponible par unité de consommation : 26 990 € ;
- part des ménages fiscaux imposés : 71%.

## Population et société

### Démographie

#### Évolution démographique
L'évolution du nombre d'habitants est connue à travers les recensements de la population effectués dans la commune depuis 1876. Pour les communes de moins de 10 000 habitants, une enquête de recensement portant sur toute la population est réalisée tous les cinq ans, les populations de référence des années intermédiaires étant quant à elles estimées par interpolation ou extrapolation. Pour la commune, le premier recensement exhaustif entrant dans le cadre du nouveau dispositif a été réalisé en 2004.

En 2022, la commune comptait 3 507 habitants, en évolution de +3,24 % par rapport à 2016 (Alpes-Maritimes : +2,85 %, France hors Mayotte : +2,11 %).
| 1876 | 1881 | 1886 | 1891 | 1896 | 1901 | 1906 | 1911 | 1921 |
| ---- | ---- | ---- | ---- | ---- | ---- | ---- | ---- | ---- |
| 572  | 567  | 547  | 586  | 581  | 546  | 567  | 533  | 483  |

| 1926 | 1931 | 1936 | 1946 | 1954 | 1962 | 1968 | 1975  | 1982  |
| ---- | ---- | ---- | ---- | ---- | ---- | ---- | ----- | ----- |
| 515  | 503  | 514  | 432  | 535  | 679  | 979  | 1 241 | 1 714 |

| 1990  | 1999  | 2004  | 2006  | 2009  | 2014  | 2019  | 2022  | - |
| ----- | ----- | ----- | ----- | ----- | ----- | ----- | ----- | - |
| 2 307 | 2 876 | 3 129 | 3 161 | 3 253 | 3 325 | 3 482 | 3 507 | - |

### Enseignement
La commune de Colomars est située dans l'Académie de Nice. Elle dépend de la zone B pour les vacances scolaires.
Les établissements d'enseignements présents sur la commune sont les suivants :
- école maternelle publique Les Serraires ;
- école primaire publique H.P. Girard - Les Serraires ;
- école primaire publique de La Manda ;
- école primaire publique de La Sirole.

Les autres établissements dont dépendent les administrés de Colomars sont :
- collège René Cassin (Tourette-Levens) ;
- collège Ludovic Bréa (Saint-Martin-du-Var) :
- lycée Thierry Maulnier (Nice) ;
- lycée Estienne d'Orves (Nice).

### Santé
Professionnels et établissements de santé :
- médecins ;
- pharmacies à Colomars, Gattières, Aspremont ;
- hôpitaux à Saint-Jeannet, Nice.

### Cultes
- Culte catholique, Paroisse Saint-Vincent Diacre[44], Diocèse de Nice.

## Économie

### Entreprises et commerces

#### Agriculture
- Autrefois, on vivait de la culture de la vigne et de l’olivier, supplantée partiellement par celle de l’œillet au XXe siècle. Les cailletiers produisent encore une huile à la saveur citronnée et anisée[45].

#### Tourisme
- Hôtel, restaurant[46].

#### Commerces et services
- Commerces et services de proximité[47].

## Culture locale et patrimoine

### Lieux et monuments

#### Ouvrages militaires
Plusieurs ouvrages militaires faisant partie du système Séré de Rivières sont présents sur la commune de Colomars:
- L'ouvrage principal, dit Fort Casal, construit en 1888-1890, soit postérieurement à la crise de l'obus torpille. Etabli avec sa batterie au lieu-dit Les Cabanes, sa position stratégique lui permettait de défendre la basse Vallée du Var. L'armement d'origine était constitué de pièces de 120 mm[48]. Entre 2014 et 2016, le Fort Casal a fait l'objet de travaux d'aménagement pour répondre aux besoins sportifs, culturels et associatif de la commune de Colomars[49],[50].
- Une batterie ouverte, ouvrage annexe de l'ouvrage principal. Dite batterie de la Bégude, elle est construite en 1889-1890 et située à environ 1 kilomètre au nord-est de l'ouvrage principal[51].

#### Patrimoine religieux
- Église Saint Pierre de La Manda[52],[53], édifiée à l'aide de préfabriqué, en 1969, au sein d'un parc clôturé.
- Église Notre-Dame-de-la-Nativité, achevée en 1830 (mais réalisée en différentes tranches), sur l'emplacement d'une "capella della Santisssima Virgine" (mentionnée dans les archives dès 1652)[54]. D'un style néo-classique, elle a été rénovée en 2011 à l'occasion d'un chantier école, la cérémonie de bénédiction ayant eu lieu le 16 mars 2011 par le Chancelier de l’Évêché, l’abbé Stéphane Drillon[55]. Elle possède une nef et deux collatéraux de deux travées avec voûte en berceau, ainsi que deux chapelles latérales, et un chœur à chevet plat. Le maître-autel de marbre blanc installé en 1927, a été détruit. Différentes œuvres y sont visibles: Antoine l'Ermite de Cuggia (tableau, 1746), la mort de Joseph et les âmes du Purgatoire de Carolus Ichardi (tableau, 1803), saint Erige ressuscitant un enfant mort-né (tableau anonyme, non daté) et le chemin de croix, réalisé par des artistes de Colomars d'après l'œuvre d'Eugène Kazimirowski[54].
- Chapelle Saint-Roch[56], située dans le quartier de la Sirole[57] et dont la construction démarre en 1855. L'édifice est béni le 20 novembre 1857. Elle fut érigée à la demande des habitants du quartier, du fait de l'éloignement de ce dernier d'avec l'édifice religieux principal de la commune, Notre-Dame-de-la-Nativité. Elle possède une nef unique de deux travées, prolongée d'un cœur en abside. Elle fut entièrement restaurée en 1982, pour les 125 ans de sa construction[54].

#### Autres lieux et monuments
- La mairie de Colomars, installée depuis 1928 au sein d'une ancienne propriété agricole, laquelle fut léguée par l'ancien maire Étienne Curti. Elle fit l'objet d'un réaménagement en 1993[54].
- La fontaine de la place Plesent.
- Monument aux morts[58],[59].
- Le site Natura 2000 des "vallons obscurs"[60]. Les "vallons obscurs" se trouvent être des canyons, sculptés par l'eau dans un terrain particulier appelé poundingue. Ces vallons, du fait de leur profondeur, conservent fraicheur et humidité si bien qu'une végétation particulière (montagnarde et subtropicale) s'y maintien toute l'année, et contraste avec la flore méditerranéenne alentour.
- Sentier de grande randonnée 52 (Parc du Mercantour).
- Moulins[61].

### Personnalités liées à la commune
- Rambaud ou Raimbaud de Nice.

### Héraldique
| Blason de Colomars | Blason  | D’or au mont de gueules sommé d’un coq du même.  |
| Blason de Colomars | Détails | Le statut officiel du blason reste à déterminer. |

## Galerie

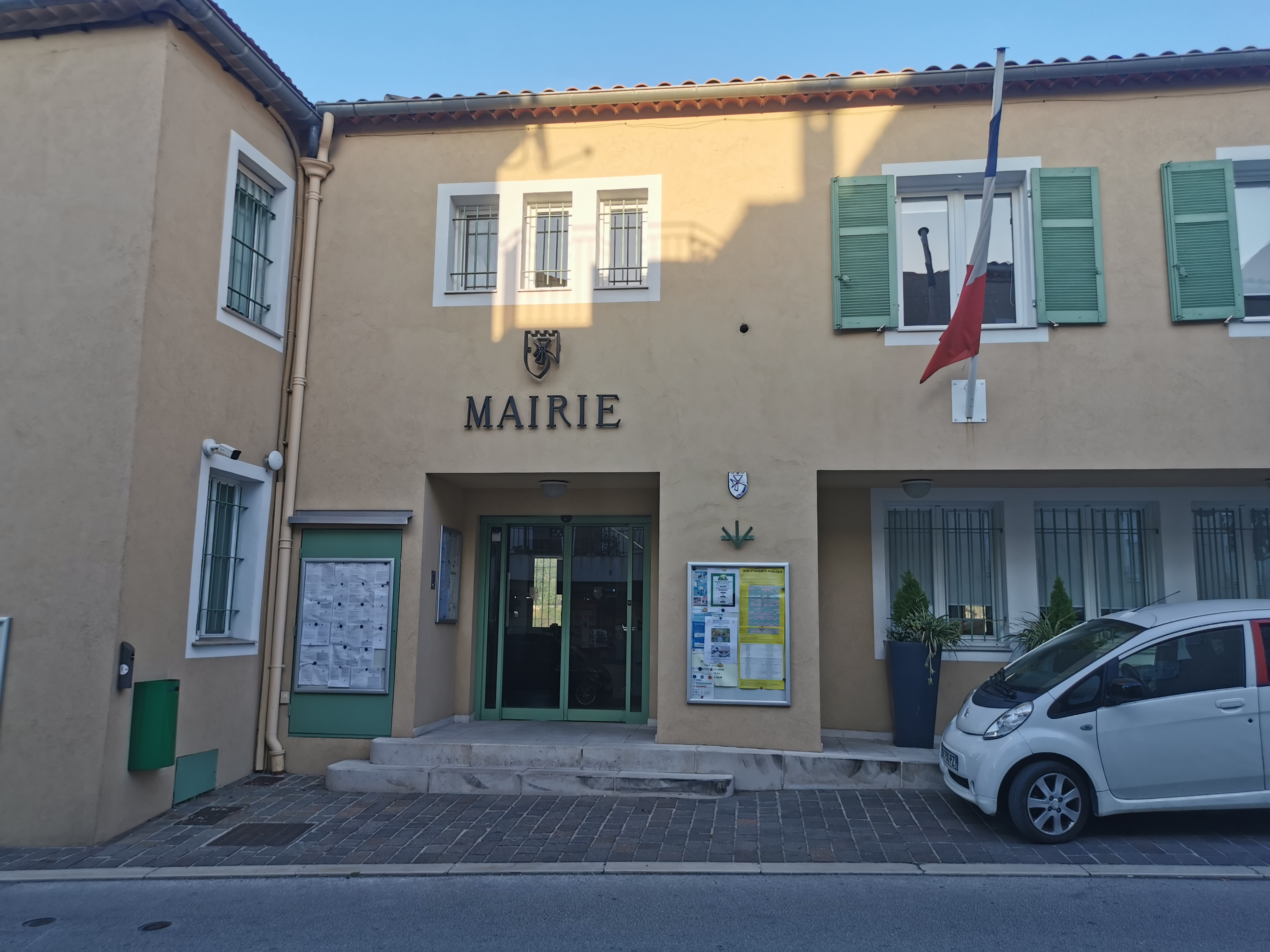
Hôtel de ville.
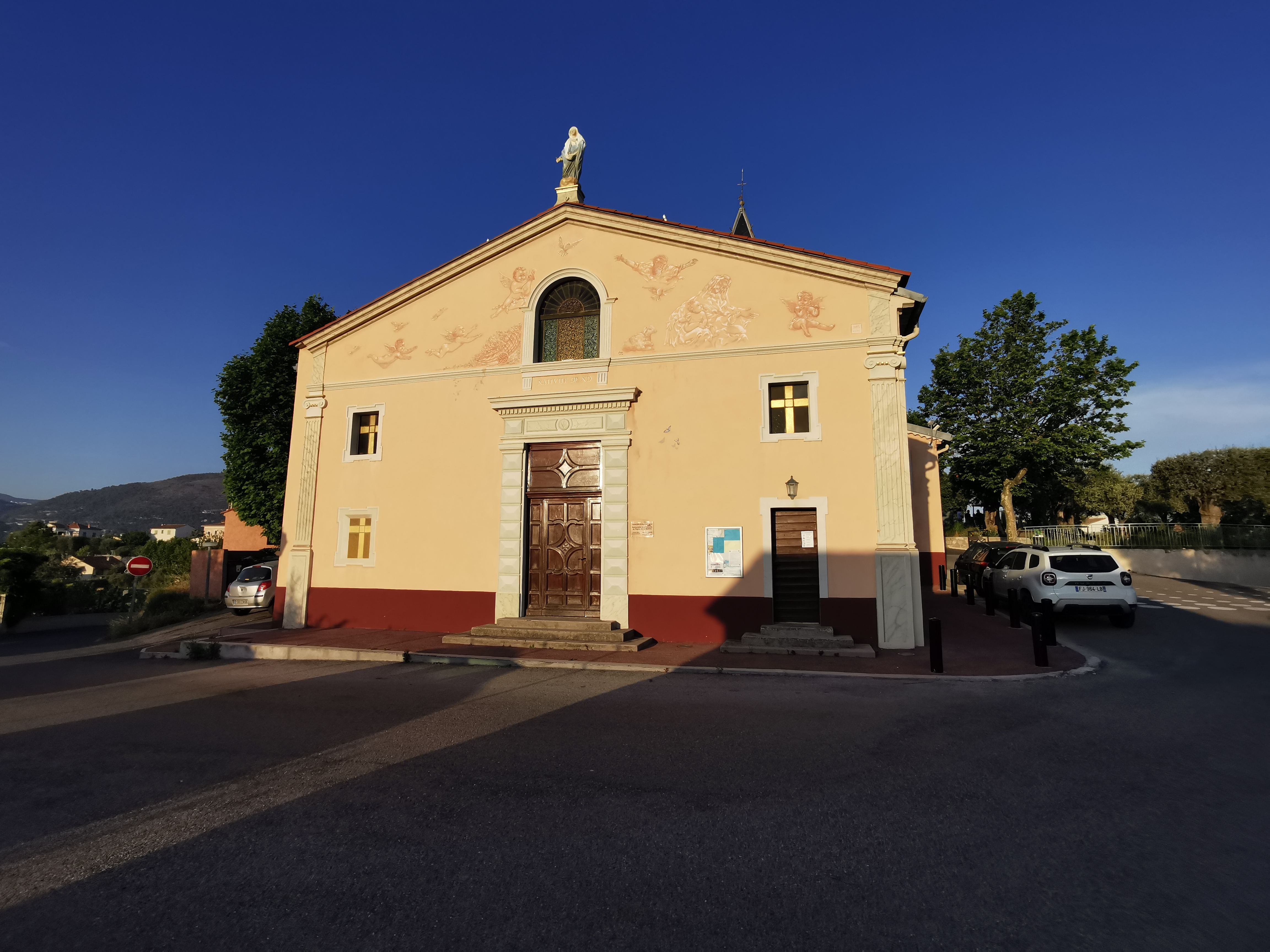
Église Notre-Dame-de-la-Nativité.
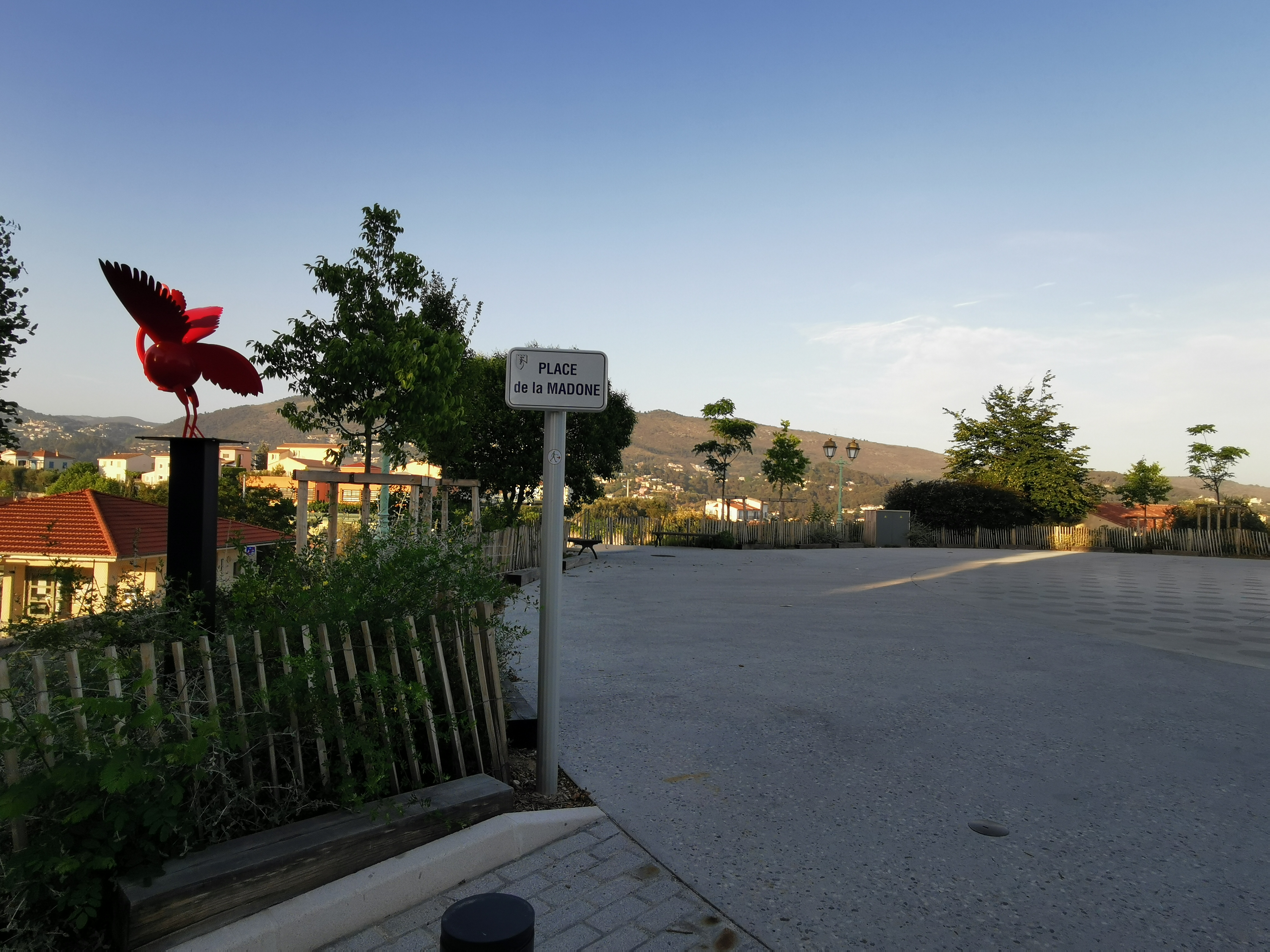
Place de la Madonne.
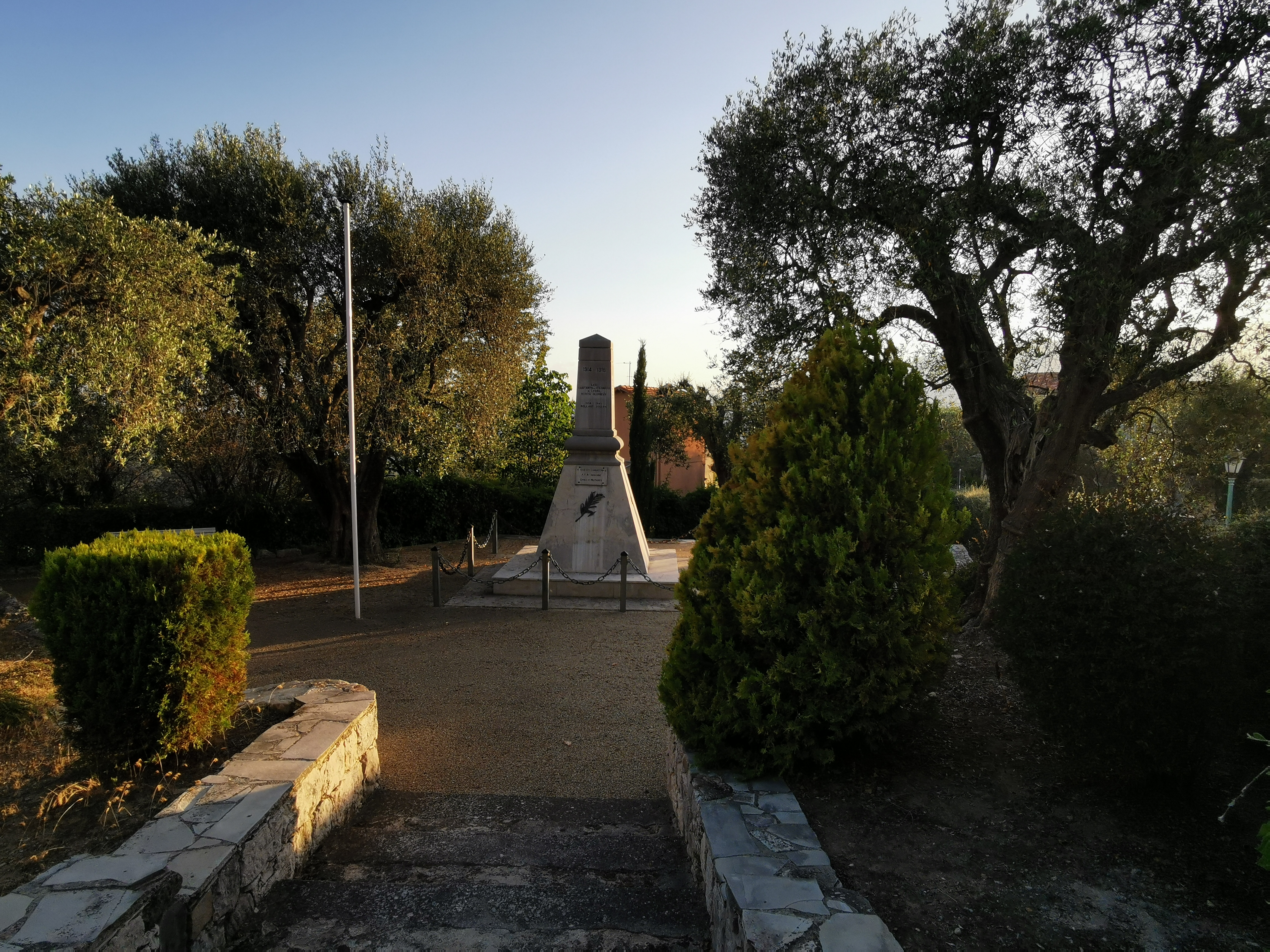
Monument aux morts.
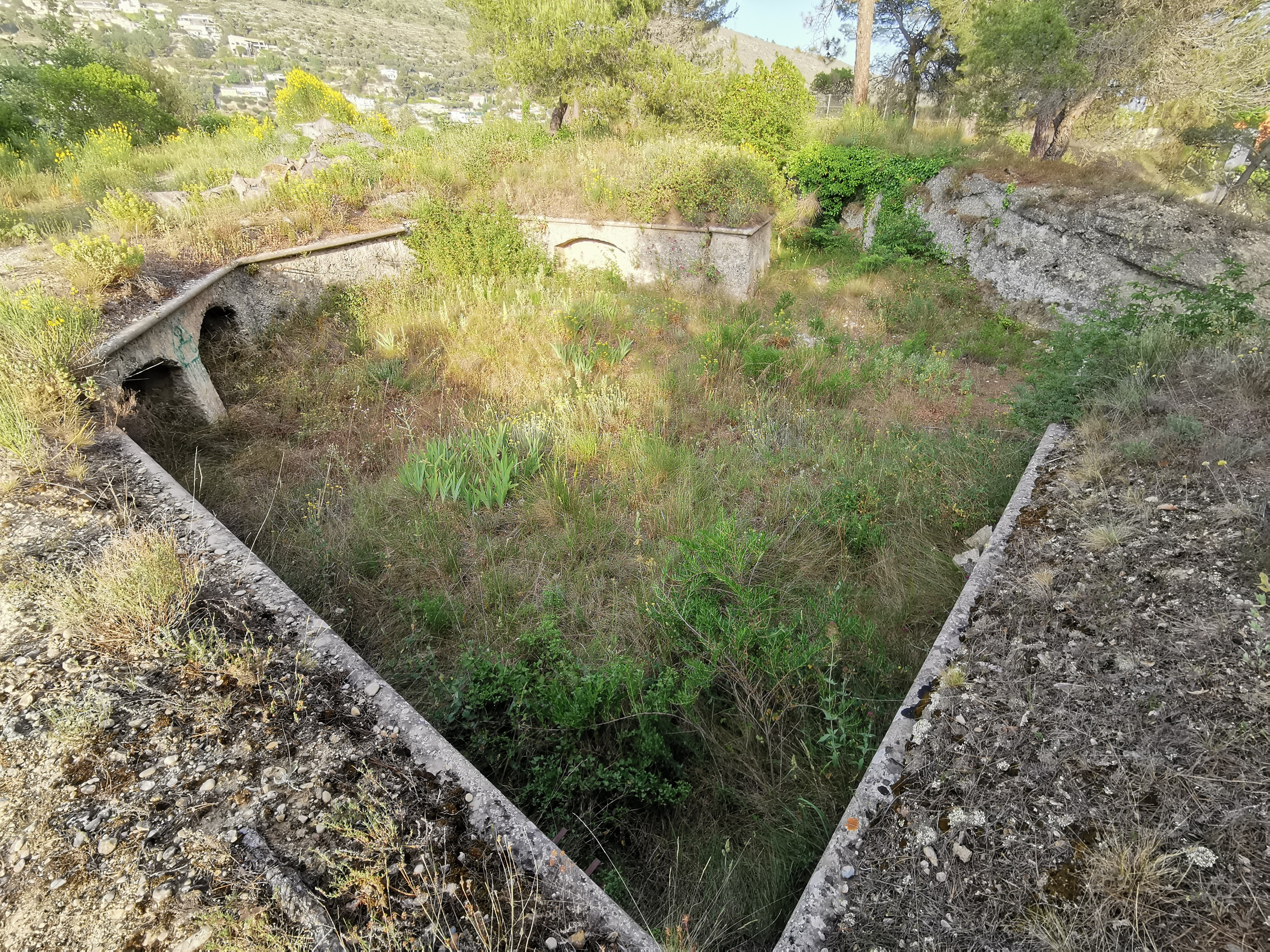
Batterie de la Bégude.
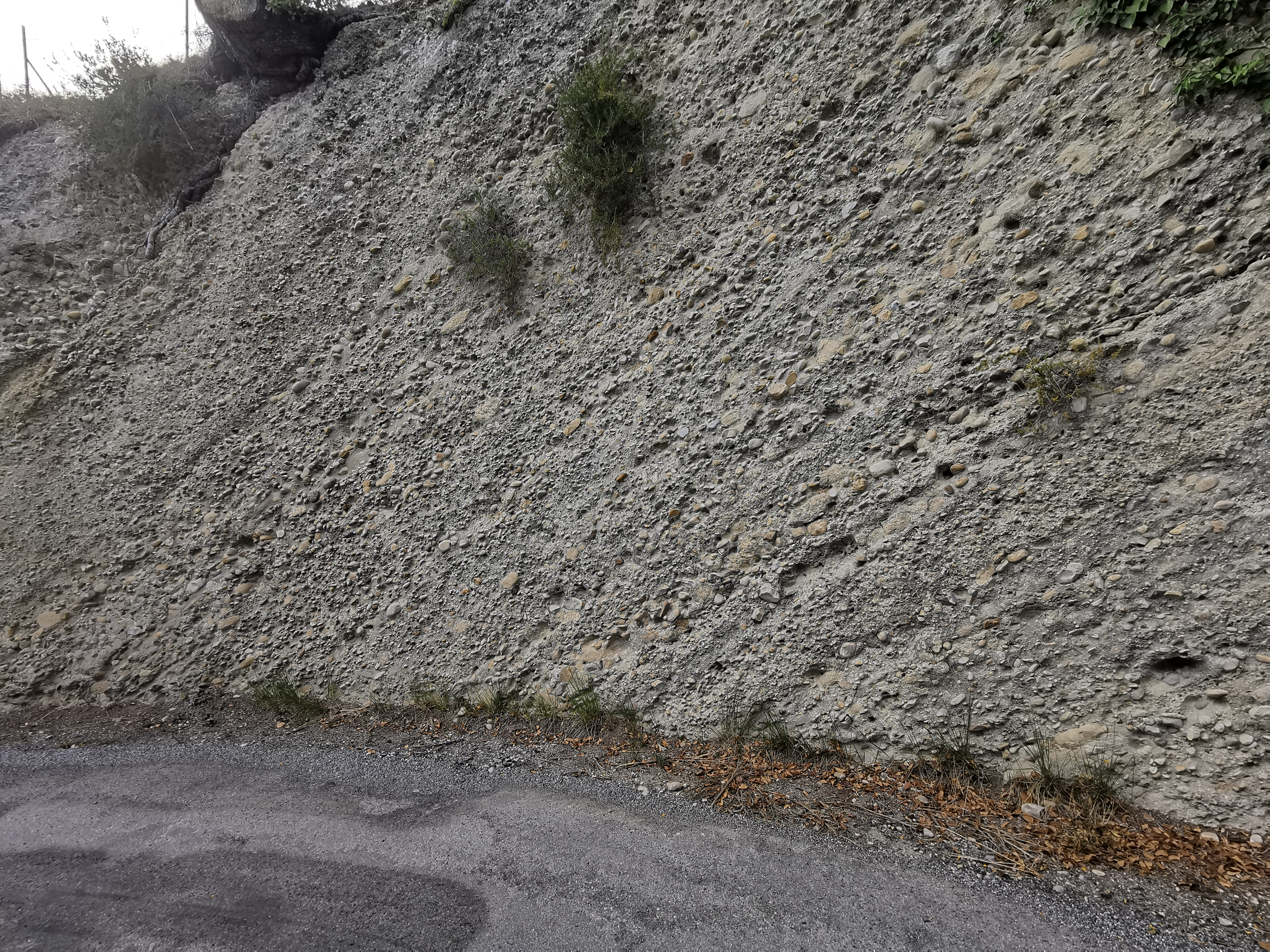
Mur de poudingue.